# Maurizio Fiorino
Maurizio Fiorino (Crotone, 24 settembre 1984) è un artista e scrittore italiano.

## Biografia
Dopo aver studiato al DAMS di Bologna senza mai conseguire il diploma di laurea, nel 2007 si trasferisce a New York, dove frequenta l'International Center of Photography e si avvicina agli ambienti artistici americani, esponendo le sue fotografie in diverse gallerie newyorkesi e collaborando con fotografi di fama internazionale, tra i quali Annie Leibovitz.
Nel 2014 pubblica il suo romanzo d'esordio Amodio, la storia di un giovane pugile figlio di un boss della 'ndrangheta. Ambientato nel profondo Sud Italia, il romanzo tratta argomenti controversi quali l'omosessualità all'interno delle ndrine mafiose, l'omofobia, il travestitismo e il difficile rapporto tra gli adolescenti e il mondo degli adulti.
Nello stesso anno è stato insignito del premio "La meglio gioventù" da parte della città di Crotone mentre nell'estate del 2015 è il protagonista maschile di un bacio gay nel videoclip del singolo estivo del cantante Marco Mengoni, Io ti aspetto.
Nel settembre 2016 viene pubblicato il suo secondo romanzo, Fondo Gesù, la storia di due amici cresciuti troppo in fretta nel rione degradato di Crotone che dà il titolo al libro.
Nel 2018 torna a esporre negli Stati Uniti d'America in una mostra curata da Amy Arbus, figlia della celebre Diane Arbus, e nello stesso anno fotografa la sua prima campagna pubblicitaria per il celebre marchio di moda Dirk Bikkembergs. Gli scatti, realizzati in Calabria, hanno come protagonisti ragazzi di strada del posto. 
Il 2019 segna il ritorno sulle scene letterarie col terzo romanzo, Ora che sono Nato. Il libro, di matrice fortemente autobiografica, narra le vicissitudini tragicomiche della famiglia Goldino. In un'intervista a la Repubblica l'autore ha dichiarato: "In questo romanzo ho deciso di mostrare ogni singola cicatrice. Sembrerò Freddy Krueger, ma sono libero".  
Alla novembre 2020, a seguito di una tragica alluvione che colpisce la città di Crotone, pubblica a scopo benefico il racconto Erbacce, prequel del suo secondo romanzo, Fondo Gesù. Il suo ultimo romanzo è l'autobiografia Autoritratto newyorkese, uscito nel 2023.
I suoi articoli sono apparsi sul The Guardian, Foglio, Rivista Studio, Rolling Stone, Vice e GQ. Collabora con le pagine culturali di Repubblica e D e fotografa per il The New York Times. 

## Romanzi
- Amodio, Gallucci Editore, 2014, pp. 152, ISBN 9788861457447
- Fondo Gesù, Gallucci Editore, 2016, pp. 212, ISBN 9788861459410
- Ora che sono Nato, Edizioni e/o, 2019, pp. 192, ISBN 9788833570761
- Macello, Edizioni e/o, 2021, pp. 160, ISBN  9788833573656
- Autoritratto newyorkese, Edizioni e/o, 2023, pp. 224, ISBN  9788833576480

## Racconti
- Erbacce, Edizioni e/o, 2020, pp. 24, ISBN  9788833573106

## Mostre fotografiche
- 2008 Leslie Lohman Gallery, New York
- 2010 Maurizio Fiorino - Mauro Moriconi, Chair and the Maiden Gallery, New York[10]
- 2011 "Boys of Life", Museo di arte contemporanea di Krotone, Crotone
- 2011 "Outcalls", Chair and the Maiden Gallery, New York
- 2014 "La meglio gioventù", collettiva, Museo di arte contemporanea di Krotone, Crotone
- 2018 "Portrait: Image and Identity", collettiva curata da Amy Arbus, Black Box Gallery, Portland
- 2024 "Restart/Restanze", Castello di Corigliano d'Otranto, Lecce